# Wetter (Hesse)
Pour les articles homonymes, voir Wetter.
Wetter (Hesse) est une municipalité allemande située dans l'arrondissement de Marbourg-Biedenkopf et dans le land de la Hesse. Elle se trouve à 14 km au nord de Marbourg.
Les quartiers (Stadtteile) sont Amönau, Mellnau, Niederwetter, Oberndorf, Oberrosphe, Todenhausen, Treisbach, Unterrosphe, Warzenbach et Wetter.

## Géographie
Wetter se situe dans le district de Marburg-Biedenkopf, à l’ouest du Burgwald , une chaîne de collines basses, dans la vallée de la Wetschaft et à environ 14 km au nord de Marbourg.

## Histoire
| Appartenances historiques Landgraviat de Thuringe 1112–1264 Landgraviat de Hesse 1264–1458 Landgraviat de Haute-Hesse 1458–1500 Landgraviat de Hesse 1500–1567 Landgraviat de Hesse-Marbourg 1567–1604 Landgraviat de Hesse-Cassel 1604–1803 Électorat de Hesse 1803–1807 Royaume de Westphalie 1807–1813 Électorat de Hesse 1813–1866 Royaume de Prusse (Province de Hesse-Nassau) 1866–1918 République de Weimar 1918–1933 Reich allemand 1933–1945 Allemagne occupée 1945–1949 Allemagne 1949–présent |

## Culture et tourisme

### Bâtiments
- L'église du monastère gothique (XIIIe siècle).
- Hôtel de ville - dans les étages supérieurs, à colombages en ardoise avec une lucarne en forme de flèche, construit vers 1680.
- Ancienne synagogue - (ancien entrepôt, rénovée depuis et transformée en salle de réception). Bâtiment à colombages carré de deux étages avec tourelle faîtière polygonale, fin du XIXe siècle.
- Maisons - Le paysage urbain compact et pittoresque se compose avant tout de maisons à colombages avec des pignons orientés vers l’avant, dont la plupart ont un toit en ardoise ou en plâtre. Après plusieurs incendies, seuls quelques bâtiments antérieurs à 1629 sont encore conservés.
- Vestiges de l'enceinte médiévale avec deux tours.